# Eighton Banks
Eighton Banks – osada w Anglii, w Tyne and Wear, w dystrykcie Gateshead. Leży 4,5 km od miasta Gateshead, 6,8 km od miasta Newcastle upon Tyne i 391,3 km od Londynu. Miejscowość liczyła 2695 mieszkańców.